# 公立諏訪東京理科大学
公立諏訪東京理科大学（こうりつすわとうきょうりかだいがく、英語: Suwa University of Science）は、長野県茅野市にある公立大学。略称は諏訪理科大、諏訪東理大、諏訪理科、SUS。

## 概観

### 大学全体
諏訪地域6市町村（岡谷市・諏訪市・茅野市・諏訪郡下諏訪町・富士見町・原村）が大学誘致を目的として学校法人東京理科大学と提携し、公私協力方式によって1990年に東京理科大学諏訪短期大学が開学。その後、2002年に短期大学から大学に転換して諏訪東京理科大学に移行し、2018年には現行の公立大学に移行した。
公立諏訪東京理科大学の所在地は茅野市であるが、大学名に「諏訪」と表記されるのは、茅野市は諏訪地域6市町村の一つであるため。同様に、諏訪市になくとも名称に「諏訪」を冠するのは、諏訪南インターチェンジ、諏訪中央病院などの事例がある。

### 建学の精神
理学の普及を以て国運発展の基礎とする - これは東京理科大学の建学の精神であるが、前身が東京理科大学の系列校であったことから、公立化以後もこの建学の精神を継承している。

## 沿革

### 年表
- 1990年（平成2年）4月 - 東京理科大学諏訪短期大学を開設する。
- 2002年（平成14年）4月 - 諏訪東京理科大学へ改組転換する。システム工学部（電子システム工学科、機械システムデザイン工学科）、経営情報学部（経営情報学科）。
- 2006年（平成18年）4月 - 諏訪東京理科大学大学院を開設する。工学・マネジメント研究科（工学・マネジメント専攻）修士課程。
- 2009年（平成21年）4月 - 機械システムデザイン工学科を機械システム工学科に名称変更。
- 2012年（平成24年）4月 - 大学院に博士後期課程設置。
- 2014年（平成26年）4月 - システム工学部電子システム工学科、機械システム工学科を工学部機械工学科、電気電子工学科、コンピュータメディア工学科に、それぞれ改組する。
- 2017年（平成29年）11月 - 長野県知事から諏訪広域公立大学事務組合に対して公立大学法人公立諏訪東京理科大学の設立が認可され、また、文部科学大臣から学校法人東京理科大学に対して、諏訪東京理科大学の同公立大学法人への設置者変更に係る認可がされる[2]。
- 2018年（平成30年）4月 - 諏訪地方6市町村で構成する諏訪広域公立大学事務組合が公立大学法人公立諏訪東京理科大学を設立し「公立諏訪東京理科大学」へ移行。工学部と経営情報学部の2学部5学科を、工学部情報応用工学科と機械電気工学科の1学部2学科に改組する。

## 公立化への動き
諏訪東京理科大学の設置者である学校法人東京理科大学（以下、学校法人）は、2014年初に東京理科大学・山口東京理科大学・諏訪東京理科大学の組織改革を打ち出し、入学者数が定員割れを続けていた山口東京理科大学については、公立大学法人化を立地自治体の山陽小野田市と協議し、2016年の公立大学法人化を12月に合意した。
長野県は長野県短期大学を2018年4月に4年制大学化する準備を進め、県内の私立長野大学は2014年3月に上田市へ公立大学法人化を求める要望書を提出するなど、長野県内は大学改革が活発化していた。学校法人は2014年4月に、入学者数が定員割れを続ける諏訪東京理科大学を公立大学法人化する方針を示し、2015年9月に茅野市へ公立大学法人化を求める要望書を提出した。諏訪東京理科大学は地元自治体の誘致（公設民営大学）と協力（公私協力方式）によって開学した短期大学を前身としていたが、2006年度以降入学者数の定員割れが続き、2015年度の入学者は定員300人に対し214人であった。財務面も厳しさを増し、2014年度末の累積赤字は約16億円であった。少子化と学生定員割れで今後の大学運営は厳しいと判断した。公立化により総務省から運営交付金が受けられ、設置主体の地方自治体に地方交付税交付金が配分されるが、これらの収入が私学助成金を上回り、授業料を他の国公立大並みに引き下げられると判断した。学生・父母保証人の負担を軽減し、学生数を確保するとともに、地域の高等教育機関の維持と活性化を図った。
茅野市は県に公立化に向けた協議への参加を求め、阿部守一知事は長野県議会9月定例会において「高等教育の振興を重視する立場から、県としても積極的に協議に参加する」と表明し、公立化に対し積極的な姿勢を示した。県立大学化を想定していた学校法人側に、阿部知事は翌10月に「県立移行は困難」との認識を示した。学校法人と茅野市は、諏訪東京理科大学の設置者について、諏訪地域6市町村が設立する一部事務組合が新たに設立する公立大学法人に変更する方向で、運営の支援を県に求めることとし、諏訪広域連合各自治体からも前向きな姿勢が示された。公立移行後も本校の東京理科大学との連携は維持、また学校法人側からは公立移行時に合わせて学部学科を再編し、工業系単科大学に改組する構想も示された。長野県の「大学収容力」（その都道府県の18歳人口に占める県内大学への入学者の割合）は長年全国最低であり、2016年度には16.5％であった。県にとっては若年層の県外流出を防止するため、県内高校卒業者の県内大学進学率を上げることが喫緊の課題となっていた。特に長野県内の大学には理工系学部学科が少ないため、県内の理工系学生の県内大学進学の道を広げ、地域社会に貢献する目的もあり、実際、地域密着型の工業大学として長野県駒ヶ根工業高等学校や長野県岡谷工業高等学校と高大連携協定を締結するなどしていた。

2017年11月24日に長野県知事から、諏訪広域公立大学事務組合を設立団体とする公立大学法人公立諏訪東京理科大学の設立が認可され、文部科学大臣からも、同日、諏訪東京理科大学の設置者変更が認可されて、2018年4月、諏訪東京理科大学は公立大学に移行した。

## 基礎データ

### 所在地
長野県茅野市豊平5000番地1

### キャンパス
豊平キャンパス

### 大学ランキング
Times higher educationが公表するTHE世界大学ランキングにおいて、2021年版では、「Japan University Rankings 2021」201＋、「Impact Rankings 2021」1001＋となっている。

### 校章・ロゴマーク
公立化に伴い、校章及びロゴマークを新たに制作した。

#### 校章
校章のコンセプトは6つの頂点と3つのリングと中心に「諏理大」の文字により構成している。6つの頂点は諏訪地域6市町村を表し、3つのリングは当大学の柱となる「情報」・「機械電気」・「経営」の分野を表し、それらがクロスすることで分野を超えた「融合」を表現している。

#### ロゴマーク
ロゴマークのコンセプトはSuwaの「S」とScienceの「S」の2つの「S」をイメージモチーフとしている。また、デザインは諏訪地域から自分の将来を切り開き、世界へ羽ばたいていくイメージを表現している。さらに、シャープさを伴わせることにより、先進性や次世代へのイノベーションを表現している。加えて、若草色の「新しい風」が中心に向かって吹き込むことで、伝統と革新の融合を表しながら、様々な人々が当大学を起点に連携していくイメージを表現している。

## 教育および研究

### 組織

#### 学部
- 工学部
  - 情報応用工学科
    - 知能情報通信コース
    - 情報システムコース

  - 機械電気工学科
    - 機械理工学コース
    - 電気理工学コース

#### 大学院
- 工学・マネジメント研究科
  - 工学・マネジメント専攻　修士課程
    - 工学コース
    - マネジメントコース

  - 工学・マネジメント専攻　博士後期課程
    - テクノロジー(工学)領域
    - 社会システム領域

### 教育
・マネジメント基盤教育 前身の私立大学時代から系列校の東京理科大学の工学と経営学の融合教育を取り入れており、公立化後もその融合教育を継承している。全学生が共通して履修する「共通・マネジメント教育」の中のマネジメント基盤教育というカリキュラムは工学部でありながらマネジメントを学ぶことで技術者の育成につなげることを目的としている。
・地域連携課題演習 新製品や新サービスを創出する提案力の向上を狙った授業の一環として、地元企業の課題や問題を解決する地域連携課題演習という授業を全学生は2年次に履修することになっている。

### 研究・開発
・工学部機械電気工学科の星野祐教授が玉型車輪のオムニライドを開発した。オムニライドは重心を傾けることで方向転換し、上り坂や下り坂でも姿勢が水平のまま動く次世代型の乗り物である。
・スワリカブランドと呼ばれる創造事業がある。スワリカブランドは産学公(官)が連携して地域課題を解決することを目指す事業である。
主力事業は、小林誠司特任教授が研究開発している無線通信技術(LPWA)を使い、登山者や認知症患者の位置追跡、鹿罠通知システム、河川や溜池の水位計、農業や畜産業における温湿度計の通知システムである。

#### 地域連携研究開発機構
地元企業等からの要望に基づいて、地域が抱える課題の解決や、最先端の技術開発を目指す研究開発機構。
組織構成は、
- - デジタル医工連携研究部門
  - 防災・減災DX研究部門
  - 宇宙エコロジー研究部門
  - 地域イノベーション研究部門
  - AI・データサイエンス研究部門
  - 新規事業創出・アントレプレナーシップ研究部門

## 大学関係者と組織

### 大学関係者

#### 理事長
- 初代 - 唐澤範行
- 第2代(現在) - 北原政彦

#### 学長
私立大学時代
- 初代 - 重倉祐光
- 第2代 - 片岡寛
- 第3代 - 河村洋

公立化後
- 初代 - 河村洋
- 第2代 - 小越澄雄
- 第3代(現在) - 濱田州博

#### 教授
- 篠原菊紀 - 公立諏訪東京理科大学特任教授
- 河村洋 - 公立諏訪東京理科大学名誉教授
- 須川修身 - 公立諏訪東京理科大学名誉教授

#### 卒業生
- ねもよし - お笑い芸人ゆめまなこ
- 寺沢功希 - 長野県議会議員

### 大学組織

#### 同窓会
短期大学・私立大学時代は母体法人の学校法人東京理科大学の同窓会である理窓会に加盟していたが、公立化後は新たな同窓会を設置した。しかし、現在は活動していない。

#### サークル・部活動
大学内におけるサークル・部活動の数は、体育会系が16団体、文化系が21団体となっている。

#### 学生会
前身の学園生活応援団から2014年に学生会として発足した。学生が主体となり運営し、学生がより良い大学生活を送れることを目的として活動している。活動内容は、スポーツ大会、バーベキュー大会、大学祭への出店、スキー教室、eスポーツ大会など年間を通して様々なイベントを企画運営している。

## 学生生活

### 大学祭
11月に「新風祭」と呼ばれる大学祭が開催される。運営団体は新風祭実行委員会である。過去の新風祭のスペシャルゲストはお笑い芸人のトム・ブラウン、声優の柿原徹也などが招待された。

### 学生支援
公立諏訪理大生応援プロジェクト —公立諏訪東京理科大生が諏訪地域の商業施設で商品やサービスを消費することで、諏訪地域の経済を活性化させることを目的としている。学生は商品やサービスの割引や特典を受けることができ、商業施設は学生の来店数が増えるため、両者ともにメリットがある。飲食店、理容・美容室、公衆浴場、写真館など幅広い商業施設が加盟している。

## 施設

### キャンパス
- 使用学部: 全学部
- 使用研究科: 全研究科
- 交通アクセス: 東日本旅客鉄道(JRE) 中央本線茅野駅下車ビーナスライン経由

### エリア放送
長野県2番目
のエリア放送地上一般放送局の免許を取得し、諏訪東京理科大学エリア放送の名称でワンセグ放送を実施していたが、2021年（令和3年）12月に廃止した。
構内に地上一般放送局1局が設置
されていた。
| 免許人                | 局名                       | 呼出符号     | 物理チャンネル | 周波数        | 空中線電力 | ERP   |
| --------------------- | -------------------------- | ------------ | -------------- | ------------- | ---------- | ----- |
| 学校法人 東京理科大学 | 諏訪東京理科大学エリア放送 | JOXZ4AE-AREA | 29ch           | 569.142857MHz | 10mW       | 760μW |

## 対外関係

### 海外協定校
- アメリカ合衆国
  - ワイオミング大学
- フランス
  - アンジェ大学
- ベトナム
  - ベトナム国家大学ホーチミン市校工科大学
- 台湾
  - 国立勤益科技大学
- ドイツ
  - ヴュルツブルク・シュヴァインフルト応用科学大学

### 国内協定校
- 東京理科大学
- 信州大学
- 松本大学
- 山陽小野田市立山口東京理科大学
- 放送大学
- 長野県工科短期大学校
- 長野県南信工科短期大学校

### 高大連携協定校
- 池田工業高校
- 諏訪清陵高校・附属中学校
- 岡谷工業高校
- 松本工業高校
- 駒ヶ根工業高校
- 長野工業高校
- 甲府工業高校

### 研究機関との協定
- JAXA - 連携大学院協定

### 企業との協定
- セイコーエプソン - 人材協力連携協定
- キッツ - 包括連携協定

### 地方自治体との連携
- 長野県
- 諏訪広域公立大学事務組合(茅野市、諏訪市、岡谷市、下諏訪町、富士見町、原村)
- 高等教育コンソーシアム信州

### 大学発ベンチャー企業
2022年4月に大学発ベンチャーに関する規定を整備し、学内発ベンチャーの支援を開始した。同年6月に当大学発ベンチャー企業第1号が認定され、同年7月に第2号が認定された。さらに、2024年に2社が設立された。このうち1社は当大学初となる学部生による大学発ベンチャーであり、学生が起業するのは珍しい。現時点で合計4社となっている。

## 備考
- 長野県の国公立大学・私立大学において、唯一の工学系大学である。
- 公立諏訪東京理科大学の標高はおよそ900mであり、国公立大学では最も高く、大学全体では健康科学大学に次いで2番目に高い。大学がある茅野市の標高はおよそ800m、隣の諏訪市の標高はおよそ750mであり、大学周辺も標高の高い地形となっている。
- 2018年4月、公立化に伴う学名変更により、6号館正面玄関前に新たな校名碑を設置した。校名碑の揮ごうは系列校であった東京理科大学の卒業生の武田双雲氏によるものである[27]。
- 日向坂46のデビューシングル『キュン』のミュージックビデオの撮影は、公立諏訪東京理科大学の大階段上広場や大教室、学内階段や渡り廊下などキャンパス内で撮影が行われた[28]。